# 15728 Карлмай
15728 Карлмай (15728 Karlmay) — астероїд головного поясу, відкритий 11 жовтня 1990 року.
Тіссеранів параметр щодо Юпітера — 3,580.